# Heba Saadia
Heba Saadia (tiếng Ả Rập: هبه سعدية, đã Latinh hoá: Hība Saʿadiyya, cũng viết là Saadieh) là một trọng tài bóng đá người Palestine.

## Đầu đời
Heba Saadia sinh ra trong một gia đình người Palestine ở Trại Yarmouk, một cộng đồng người tị nạn Palestine tại thủ đô Damascus, Syria.
Cô bắt đầu chơi bóng với nguyện vọng thi đấu cho đội tuyển quốc gia Palestine và theo học ngành giáo dục thể chất tại trường đại học ở Damascus.

## Sự nghiệp
Cô trở thành trọng tài sau khi không thể tiếp tục sự nghiệp cầu thủ của mình. Saadia cân nhắc việc làm trọng tài khi cô thấy một nhóm trọng tài toàn đàn ông đang tập huấn và sau khi hỏi về sự thiếu nữ, nhóm đã đề nghị cô tham gia. Ở Syria, cô là trọng tài thứ tư trong các trận đấu của giải quốc nội. Khi phải chạy trốn khỏi Syria do nội chiến nổ ra, đầu tiên cô chuyển đến Malaysia và sau đó là Stockholm, Thụy Điển, tại đây cô nhận được giấy phép trọng tài FIFA. Saadia đã làm trọng tài cho các trận đấu thuộc giải hạng 1 ở Thụy Điển và nhận được huy hiệu quốc tế vào năm 2016.
Ngoài hiệp hội bóng đá của các quốc gia mà cô làm việc, Saadia còn tập huấn với Hiệp hội Bóng đá Palestine (PFA) và Liên đoàn bóng đá châu Á (AFC) để rèn luyện thể lực, mong muốn trở nên xuất sắc trong vai trò trọng tài. PFA và AFC đã đưa ra các báo cáo thường xuyên về quá trình đào tạo của cô cho FIFA và được tổ chức này phản hồi.
Sau khi bắt chính tại Cúp bóng đá nữ châu Á và Thế vận hội Mùa hè 2020, cũng như ở môn bóng đá quốc tế nam tại Giải đấu Maurice Revello và Cúp bóng đá U-20 châu Á 2023, Saadia được chỉ định làm trọng tài của Giải vô địch bóng đá nữ thế giới 2023 vào tháng 1 năm 2023 , trở thành trọng tài người Palestine đầu tiên thuộc bất kỳ giới tính nào được bổ nhiệm điều hành một trận đấu tại vòng chung kết World Cup. Cô sẽ làm trợ lý trọng tài tại giải đấu.